# The Buggles
The Buggles — британская группа, дуэт, состоявший из Тревора Хорна и Джеффа Даунса.
Группа наиболее известна своим дебютным синглом 1979 года «Video Killed the Radio Star» с дебютного альбома The Age of Plastic. Сингл попал на первое место в хит-парадах шестнадцати стран, а потом ещё три песни с этого альбома стали хитами в Великобритании.
Кроме того, музыкальное видео к песне «Video Killed the Radio Star» знаменито тем, что стало первым видеоклипом, показанным американским музыкальным телеканалом MTV, когда тот открылся. (Видеоклип вышел в эфир 1 августа 1981 года в 0:01.)
Первый альбом дуэта был высоко оценён и замечен ведущими музыкантами, и в 1980 году обоих участников пригласили присоединиться к группе прогрессивного рока Yes. С группой они записали альбом 1980 года Drama и отправились в турне, но на следующий (1981) год Yes распались, и дуэт возобновил работу над вторым своим собственным альбомом, который в итоге вышел в ноябре.
Дуэт не только записывал собственные песни, но и выступал в роли продюсеров других артистов. Они продюсировали известные песни «Back of My Hand» (группа The Jags), «Monkey Chop» (Dan-I), а также песню «Film Star» (Том Маршалл).

## Участники
- Тревор Хорн – лид-вокал, бас-гитара, гитара
- Джефф Даунс – клавишные, синтезатор, электрическое фортепиано, фортепиано, ударные, перкуссия, бэк-вокал

Сессионные музыканты
- Брюс Вули[англ.] – гитара

## Дискография
См. также статью «Дискография The Buggles» в английском разделе.

### Студийные альбомы
- The Age of Plastic (1980)
- Adventures in Modern Recording (1981)